# Epictia munoai
Espèce
Synonymes
- Leptotyphlops munoai Orejas-Miranda, 1961

Epictia munoai est une espèce de serpents de la famille des Leptotyphlopidae.

## Répartition
Cette espèce se rencontre en Argentine dans les provinces de Corrientes et Misiones, en Uruguay et au Brésil dans l'État du Rio Grande do Sul.

## Publication originale
- Orejas-Miranda, 1961 : Una nueva especie de ofidio de la familia Leptotyphlopidae. Acta Biologica Venezuelica, vol. 3, n. 5,  p. 83-97.